# 細利斯
細利斯（希伯來語：‎，羅馬化：Zeresh）天主教思高聖經譯名則勒士，是希伯來聖經《以斯帖記》中提到的亞甲人哈曼的妻子。
細利斯曾建議她的丈夫哈曼準備一個高50肘的絞架以供處決末底改，但她後來又告訴哈曼，他是無法戰勝猶太人末底改的。哈曼的陰謀很快就破產了，亞哈隨魯王（即薛西斯一世）下令將哈曼掛在他為末底改準備的絞架上。
哈曼的十個兒子後來在與猶太人的戰鬥中被殺，亞哈隨魯王下令將他們的屍體掛在他們父親被絞死的那個絞架上。細利斯的命運則沒有記載。